# Jules Sedney
Jules Sedney (ur. 28 września 1922 w Paramaribo, zm. 18 czerwca 2020 tamże) – surinamski polityk i ekonomista, w latach 1958–1963 minister finansów, w latach 1969–1973 premier kolonii Surinamu.

## Życiorys
Uzyskał uprawnienia asystenta nauczyciela i pracował w tym zawodzie. Od 1942 zatrudniony jako celnik i urzędnik skarbowy. Od 1948 studiował ekonomię na Uniwersytecie Amsterdamskim, następnie w 1956 obronił tam doktorat.
W 1957 powrócił do Surinamu, pracował w narodowym banku. Od 1958 do 1963 był ministrem finansów w rządzie Severinusa Desiré Emanuelsa tworzonym przez Narodową Partię Surinamu, potem kierował Narodowym Bankiem Rozwoju. W 1967 związał się z rozłamową Narodową Partią Progresywną (PNP). W wyborach z 1969 blok PNP zajął trzecie miejsce, a Sedney objął fotel premiera Surinamu w okresie od 20 listopada 1969 do 24 grudnia 1973. Kierował wielopartyjnym i wieloetnicznym gabinetem. W trakcie kadencji dążył do uzyskania niepodległości przez tę kolonię. W latach 1980–1983 kierował Centralnym Bankiem Surinamu. W 1983 wyemigrował do Holandii, w tym samym roku pozbawiono go obywatelstwa w związku z kontrowersjami związanymi z zarządzaniem bankiem i konfliktem z Desi Bouterse. W 1989 pozwolono mu na powrót.
Opublikował kilka książek wspomnieniowych. Jego imieniem nazwano fragment portu Nieuwe Haven w Paramaribo, gdzie postawiono jego pomnik.